# Типографский крестик
Типогра́фский кре́стик (†), иногда его называют «кинжалом», «обелиском», «даггером», «мёртвым знаком» — типографический знак.
Двойно́й кре́стик (‡) или нострийский крест — вариант «кинжала с двумя рукоятками».
Крестик иногда можно спутать с псевдографическим символом (┼, U+253C). В ASCII-текстах вместо крестика используют знак плюс (+).

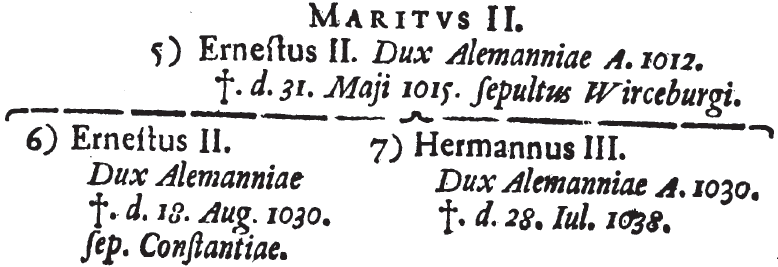
Крестик используется для обозначения даты смерти в книге 1722 года

- В современной русской типографике крестик практически не употребляется, хотя в дореволюционных изданиях им было принято обозначать дату смерти[1], причём дата рождения обозначалась астериском (*). Распространён в текстах на немецком[2] и романских языках; в текстах на немецком языке употребление крестика для обозначения даты смерти начинается по крайней мере с XVII века.
- В книгах значком кинжала при чтении помечались сомнительные утверждения[3].
- В европейской типографике первичное назначение крестика — второй знак сноски после астериска (*), а двойного крестика — третий знак сноски (после астериска и крестика).
- В средневековой пунктуации тройной крестик (⹋) применялся для обозначения следующего уровня сноски после одинарного и двойного[4].
- Перевёрнутый крестик (⸸), крестик с левой гардой (⸶), крестик с правой гардой (⸷) использовались в транскрипции Palaeotype наряду с крестиком (†) и двойным крестиком (‡) для обозначения артикуляции[5].
- В лингвистике и реже этнографии крестик также используют для обозначения вымерших языков и исчезнувших народов, ставя после или до названия языка или народа. Крестик в скобках (†) обозначает предположительно или почти вымершие языки или народы, а также ушедших из жизни известных деятелей.
- В биологии крестик применяется для обозначения вымерших таксонов[6].
- В католической и православной традициях крестик ставится перед именем епископа в подписях под посланиями и другими официальными церковными документами.[7]
- В европейских расписаниях общественного транспорта крестик часто используется как символ, обозначающий «Воскресенья и праздничные дни».
- Крестик как диакритический знак применяется в кхмерском, тайском и лаосском языках (см. Какабат).
- В математике крестик может означать транспонирование матрицы.
- В литературе по химической кинетике двойным крестиком обозначают переходное состояние и относящиеся к нему величины.
- Иногда применяется в математических формулах квантовой механики для обозначения эрмитового сопряжения.
- В теории категорий используется для обозначения даггер-категории[8] (категории с инволюцией).
- Этот символ используется для обозначения астероида (37) Фидес.
- Некоторые издательства в случае смерти соавтора до публикации исследовательской статьи предлагают оформлять имя соавтора крестиком и сопровождать примечанием по сноске со сведениями о смерти и датой смерти[9][10], другие предлагают не оформлять или переходят к оформлению обычным примечанием[11][12][13].

Для обозначения даты смерти знак в виде креста перестал использоваться вскоре после Октябрьской революции, очевидно[кому?], по идеологическим причинам. Ещё в 1925 г. на выпадение из оборота этого типографского знака обращал внимание Сигизмунд Кржижановский: «Мёртвый знак ютился в свои последние предреволюционные годы в одной из квадратных клеточек шрифт-кассы и, как бы стыдясь самого себя, прятал свои чёрные крохотные крестовины внутрь ладошками сведенных круглых скобок. Затем скобки сомкнулись, и клеточка, что у средней планки шрифт-кассы, опустела: мёртвый знак умер».